# Патагонские тинаму
Патагонские тинаму, или степные тинаму (лат. Tinamotis) — род птиц семейства тинаму (Tinamidae). Насчитывает два вида, обитающих в Южной Америке:
- Горно-степной тинаму (Tinamotis pentlandii) распространён в Перу, на западе Боливии, северо-западе Аргентины и Чили;
- Патагонский горно-степной тинаму (Tinamotis ingoufi) обитает в саваннах на юге Чили и на юго-западе Аргентины[4].